# Festival Arirang

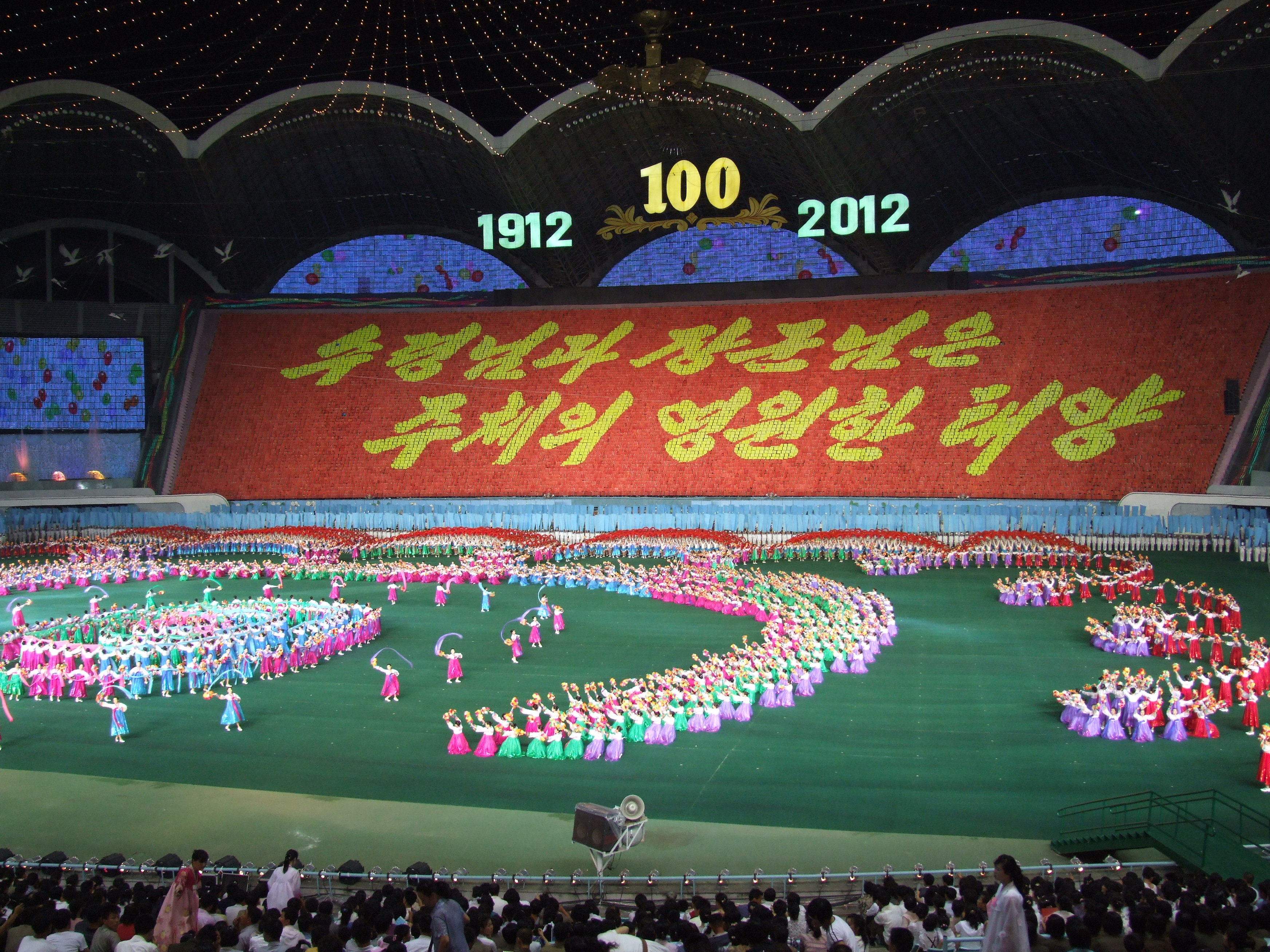
Festival Arirang de 2012.

O Festival das Grandes Massas e Performances Artísticas e Ginásticas Arirang, ou simplesmente o Festival Arirang (Chosŏn'gŭl: 아리랑 축제, Hancha: 아리랑 祝祭) é um festival anual realizado no Estádio Primeiro de Maio Rungrado em Pyongyang na Coreia do Norte entre os meses de agosto e setembro. O festival é inspirado no Arirang, uma canção popular que conta a história de um casal que é separado por um ser maligno, é considerada patrimônio cultural coreano, tida informalmente como hino nacional da Coreia unificada.
O festival gera controvérsia no Ocidente por ser usado para enaltecer a figura do líder Kim Jong-il, do Partido dos Trabalhadores da Coreia e das forças armadas da Coreia do Norte, embora no país seja amplamente apoiado e celebrado pela população. Por motivos incertos, o festival não foi realizado no ano de 2014.